# Camila Guebur
Camila Guebur (Curitiba, 10 de julho de 1980) é uma modelo e atriz brasileira

## Carreira
Nascida em Curitiba, Camila começou cedo na carreira artística. Graças ao incentivo da mãe e por intermédio de uma agência de modelos infantis, seu primeiro trabalho foi um comercial de TV, quando tinha apenas seis anos de idade, ainda na capital paranaense. Com treze anos, Camila participou de uma seleção de modelos feita por uma revista adolescente, realizada em São Paulo, terminando em terceiro lugar.
Mais tarde, durante a gravação de um comercial, conheceu o diretor Jayme Monjardim, que a aconselhou a mudar-se para São Paulo para estudar teatro. No ano de 1997, aos 18 anos, Camila muda-se para a capital paulista, onde fez diversos cursos de interpretação, entre eles a Oficina de Atores da Globo.
Paralelamente aos cursos, Camila também fazia testes e logo conseguiu duas participações pequenas na Rede Globo; uma no seriado Sandy & Junior e outra na novela Desejos de Mulher, de 2000 e 2002 respectivamente.
Em 2003, Camila tem sua primeira experiência no cinema, através do curta-metragem "Hotel".
Seu primeiro papel em uma novela foi em Cidadão Brasileiro, da Rede Record, em 2006. Na mesma emissora, também atuou na novela Amor e Intrigas, de 2007, e na saga Os Mutantes - Caminhos do Coração, de 2008, onde interpretou Fabiana, a Mulher-Cobra. Em 2009 atuou na novela Bela, a Feia, também na Rede Record, onde interpretou sua principal personagem; a recepcionista Sheyla Valadares.
Em 2024, passou a apresentar o programa Viagens + Vinho, no canal Modo Viagem, disponível na TV por assinatura e no Globoplay.
Além da atividade como atriz e apresentadora, Camila participa de comerciais e campanhas publicitárias.

## Televisão
| Ano     | Novela/Seriado                    | Personagem                   | Notas        |
| ------- | --------------------------------- | ---------------------------- | ------------ |
| 2000    | Sandy & Júnior                    | Participação                 |              |
| 2002    | Desejos de Mulher                 | Participação                 |              |
| 2006    | Cidadão Brasileiro                | Cristina                     |              |
| 2007    | Amor e Intrigas                   | Vitória                      |              |
| 2008-09 | Os Mutantes - Caminhos do Coração | Fabiana Silva (Mulher Cobra) | 30 Capítulos |
| 2009    | Bela, a Feia                      | Sheyla Valadares             |              |
| 2024    | Viagens + Vinho                   | Apresentadora                | [ 11 ]       |